# Sisyrinchium itabiritense
Sisyrinchium itabiritense är en irisväxtart som beskrevs av Pierfelice Ravenna. Sisyrinchium itabiritense ingår i släktet gräsliljor, och familjen irisväxter. Inga underarter finns listade i Catalogue of Life.